# Tour de Belgique 1972
Tour de Belgique 1972 (24. Tour de Belgique 1972) – 24 edycja rajdu samochodowego Tour de Belgique rozgrywanego w Belgii. Rozgrywany był od 10 do 12 listopada 1972 roku. Była to dwudziesta czwarta runda Rajdowych Mistrzostw Europy w roku 1972 oraz szósta runda Rajdowych Mistrzostw Belgii.

## Klasyfikacja rajdu
| Miejsce                      | Kierowca                     | Pilot                        | Samochód                     | Czas                         | Strata                       |                              |
| Klasyfikacja generalna i ERC | Klasyfikacja generalna i ERC | Klasyfikacja generalna i ERC | Klasyfikacja generalna i ERC | Klasyfikacja generalna i ERC | Klasyfikacja generalna i ERC | Klasyfikacja generalna i ERC |
| ---------------------------- | ---------------------------- | ---------------------------- | ---------------------------- | ---------------------------- | ---------------------------- | ---------------------------- |
| 1.                           | Gilbert Staepelaere          | Eric Symens                  | Ford Escort RS 1600 MkI      | 9:27                         | 0.0                          |                              |
| 2.                           | Reinhard Hainbach            | Wulf Biebinger               | BMW 2002 Ti                  | 12:25                        | +2:58                        |                              |
| 3.                           | Herwig Adriaensens           | Antoon Daemers               | BMW 2002 Ti                  | 17:14                        | +7:47                        |                              |
| 4.                           | Jean-Louis Haxhe             | René Tricot                  | DAF 55                       | 22:36                        | +13:09                       |                              |
| 5.                           | Jean-Marie Cols              | Alain Lopes                  | Fiat 124 Spider              | 22:36                        | +13:09                       |                              |
| 6.                           | Gust Deschryver              | Werner Declerck              | BMW 2002 Ti                  | 28:56                        | +19:29                       |                              |
| 7.                           | Jean-Pol Toubeau             | Fréderic de Rosée            | Alpine-Renault A110 1600S    | 30:17                        | +20:50                       |                              |
| 8.                           | Chris Tuerlinckx             | Johan De Jonghe              | Opel Ascona                  | 33:12                        | +23:45                       |                              |
| 9.                           | Norbert Van Huffel           | Rudolf Moortgat              | Porsche 911                  | 41:42                        | +32:15                       |                              |
| 10.                          | Henri Sonveau                | Max Destat                   | Datsun 1600 SSS              | 46:47                        | +37:20                       |                              |